# (9111) Matarazzo
(9111) Matarazzo (1997 BD2) – planetoida z pasa głównego asteroid okrążająca Słońce w ciągu 3,47 lat w średniej odległości 2,29 j.a. Została odkryta 28 stycznia 1997 roku.